# Hyboella similis
Hyboella similis är en insektsart som beskrevs av Günther, K. 1939. Hyboella similis ingår i släktet Hyboella och familjen torngräshoppor. Inga underarter finns listade i Catalogue of Life.